# Bilenchenkivka
 (juillet 2022).
Bilenchenkivka (en ukrainien : Біленченківкаest) un village du raïon de Hadiach, lui même situé dans l’oblast de Poltava en Ukraine.

## Historique
Au début des années 2020, une rue baptisée en l’honneur de Vassili Tchapaïev est renommée autrement.